# NGC 452
NGC 452 (другие обозначения — UGC 820, IRAS01134+3046, MCG 5-4-10, VV 430, ZWG 502.20, KCPG 28B, PGC 4596, PBC J0116.3+3102) — галактика в созвездии Рыбы. Открыта Джоном Гершелем в 1827 году, описывается Дрейером как «очень тусклый, вытянутый объект, на северо-западе наблюдается звезда 9-й величины, очень близко на северо-востоке — тусклая звезда».
Галактика имеет в центре чёрную дыру, но оценить её массу затруднительно, поскольку в спектре излучаемого света не обнаружена подходящая для этого компонента Hβ. С другой стороны, спектр свидетельствует о взаимодействии между NGC 452 и NGC 444.
Этот объект входит в число перечисленных в оригинальной редакции «Нового общего каталога».
Галактика NGC 452 входит в состав группы галактик NGC 452. Помимо NGC 452 в группу также входят ещё 26 галактик.